# Brett James Gladman
Brett James Gladman (19 aprile 1966) è un astronomo canadese.
Attualmente al lavoro come professore associato nel Dipartimento di Fisica e Astronomia dell'Università della Columbia Britannica, è ricercatore in planetologia.
Gladman si è reso scopritore o co-scopritore di diversi satelliti naturali ed asteroidi; si è anche interessato della dinamica dei piccoli corpi celesti del sistema solare.
L'asteroide 7638 Gladman è stato così battezzato in suo onore. Nel 2002 gli è stato conferito il Premio Harold C. Urey, assegnato dall'AAS per contributi eccezionali nel campo delle scienze planetarie.

## Prospetto
Segue una lista non esaustiva di satelliti naturali ed asteroidi scoperti da Gladman:
- Satelliti naturali di Giove:
  - Temisto
  - Carpo
  - S/2010 J 1
- Satelliti naturali di Saturno
  - Thrymr (astronomia)
- Satelliti naturali di Urano:
  - Ferdinando
  - Setebos
  - Prospero
  - Sicorace
  - Stefano

- Oggetti transnettuniani:
  - 2004 XR190